# Pietro, Doroteo e Gorgonio
Pietro, Doroteo e Gorgonio sono tre martiri cristiani del IV secolo.

## Storia
Secondo la passio, erano cubiculari di Diocleziano e furono sottoposti a varie torture e infine uccisi a Nicomedia per aver protestato contro la persecuzione dei cristiani promossa dall'imperatore.

## Culto
La loro vicenda fu piuttosto popolare è tramandata anche da Jacopo da Varagine nella Legenda aurea (caput CXXXV).
Nel Martirologio romano, Cesare Baronio inserì l'elogio di san Pietro al 12 marzo; Gorgonio fu confuso con l'omonimo martire romano, sepolto nel cimitero ad Duas Lauros sulla via Labicana, e il suo elogio (insieme con quello di Doroteo) fu collocato al 9 settembre.
Nel nuovo Martirologio romano, riformato a norma dei decreti del Concilio Vaticano II e promulgato da papa Giovanni Paolo II, l'elogio dei tre martiri si legge al 12 marzo.
(Martirologio Romano. Riformato a norma dei decreti del Concilio ecumenico Vaticano II e promulgato da papa Giovanni Paolo II, Città del Vaticano, 2004, p. 256.)